# قطعنامه ۲۱۰۰ شورای امنیت
قطعنامهٔ ۲۱۰۰ شورای امنیت سازمان ملل متحد سندی بین‌المللی دربارهٔ وضعیت در مالی است. این قطعنامه طی نشست شورای امنیت سازمان ملل متحد در تاریخ ۲۵ آوریل ۲۰۱۳ میلادی با ۱۵ رأی موافق، ۰ مخالف و ۰ ممتنع به تصویب رسید.